# Johannes Asanes
Johannes Asanes Palaiologos (mittelgriechisch Ιωάννης Ἀσάνης Παλαιολόγος; † nach 1358) war ein byzantinischer Heerführer und Provinzgouverneur unter den Kaisern Johannes VI. Kantakuzenos und Matthaios Asanes Kantakuzenos.

## Leben
Johannes war ein Angehöriger des byzantinischen Zweiges der bulgarischen Herrscherfamilie Assen (griechisch Asanes). Durch seinen Vater Andronikos Asanes war er ein Enkel von Zar Iwan Assen III. (1279–1280) und Irene Palaiologina. Er hatte einen älteren Bruder Manuel Komnenos Raul Asanes; seine Schwester Irene Asanina war seit 1320 die Ehefrau des späteren Kaisers Johannes VI. Kantakuzenos.
Über Johannes’ Kindheit und Jugend ist kaum etwas bekannt, doch dürften er und seine Geschwister im engsten Umfeld des byzantinischen Kaiserhofes aufgewachsen und erzogen worden sein. 1337 wurde er der Verschwörung gegen Kaiser Andronikos III. Palaiologos angeklagt und im thrakischen Bera inhaftiert.
Beim Ausbruch des Byzantinischen Bürgerkriegs (1341) stand Johannes Asanes auf der Seite seines Schwagers Johannes VI., der ihn aus dem Gefängnis holte und als Heerführer verpflichtete. 1342 besetzte er Melnik, wo er bis zur Ablösung durch Hrelja als Statthalter amtierte. 1343 war er Gouverneur in der Landschaft Morrha an der mittleren Mesta in den Rhodopen, wurde dort aber bald von dem bulgarischen Warlord Momtschil verdrängt. In der Schlacht von Peritheorion (nahe Xanthi) am 7. Juli 1345 war Johannes Asen als Führer der schweren Kavallerie an der endgültigen Niederschlagung Momtschils beteiligt.
Als Johannes VI. am 31. März 1347 die Regierungsgewalt in Konstantinopel übernahm, verlieh er seinem Schwager die hohe Hofwürde eines Sebastokrators. Im selben Jahr heiratete Johannes Asanes eine Tochter des Megas Dux Alexios Apokaukos, der bis zu seinem Tod 1345 der schärfste Widersacher Johannes’ VI. im Bürgerkrieg gewesen war. In der Folge diente er dessen Sohn und Mitregenten Matthaios Asanes Kantakuzenos, den er dazu überredete, die Kaiserherrschaft anzustreben. 1350 amtierte er als Statthalter von Konstantinopel.
Nach der Absetzung Johannes’ VI. im Dezember 1354 wandte Johannes Asanes sich offenbar von Matthaios ab, der von Thrakien aus den Krieg um den Kaiserthron fortsetzte, und schloss sich dessen Rivalen Johannes V. an, der ihn zum Despoten beförderte und zum Statthalter (Archon) von Peritheorion machte. Sein Todeszeitpunkt ist unbekannt, jedoch nach 1358 anzusetzen.